# Václav Procházka

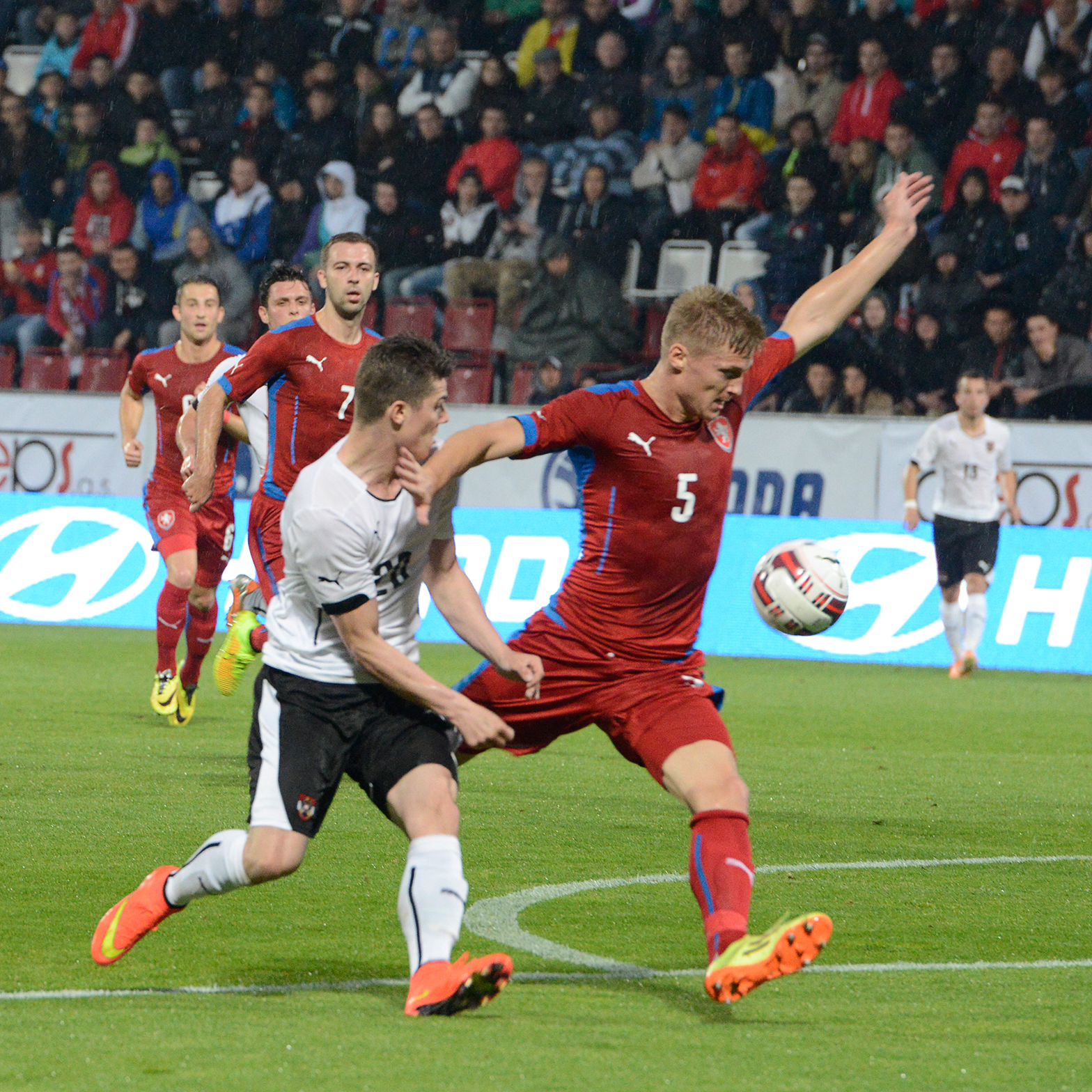
Václav Procházka

Václav Procházka (Rokycany, 8 maggio 1984) è un calciatore ceco, difensore dello Jiskra Domažlice.

## Carriera

### Club
Nasce a Rokycany nei pressi di Plzeň. Ad undici anni è gia nella rosa del Viktoria Plzeň. A diciassette anni entra nella rosa della prima squadra rimanendovi fino al 2007. Colleziona quasi 100 presenze in campionato e segna tre reti.
Nel 2005 apre una piccola parentesi con lo Slovácko.
Nel 2008 viene acquistato dal Mladá Boleslav.

### Nazionale
Ha partecipato ai Mondiali Under-20 del 2003.

## Palmarès

### Club

#### Competizioni nazionali
- Coppa della Repubblica Ceca: 1

Mladá Boleslav: 2010-2011